# Maurycy Karstens

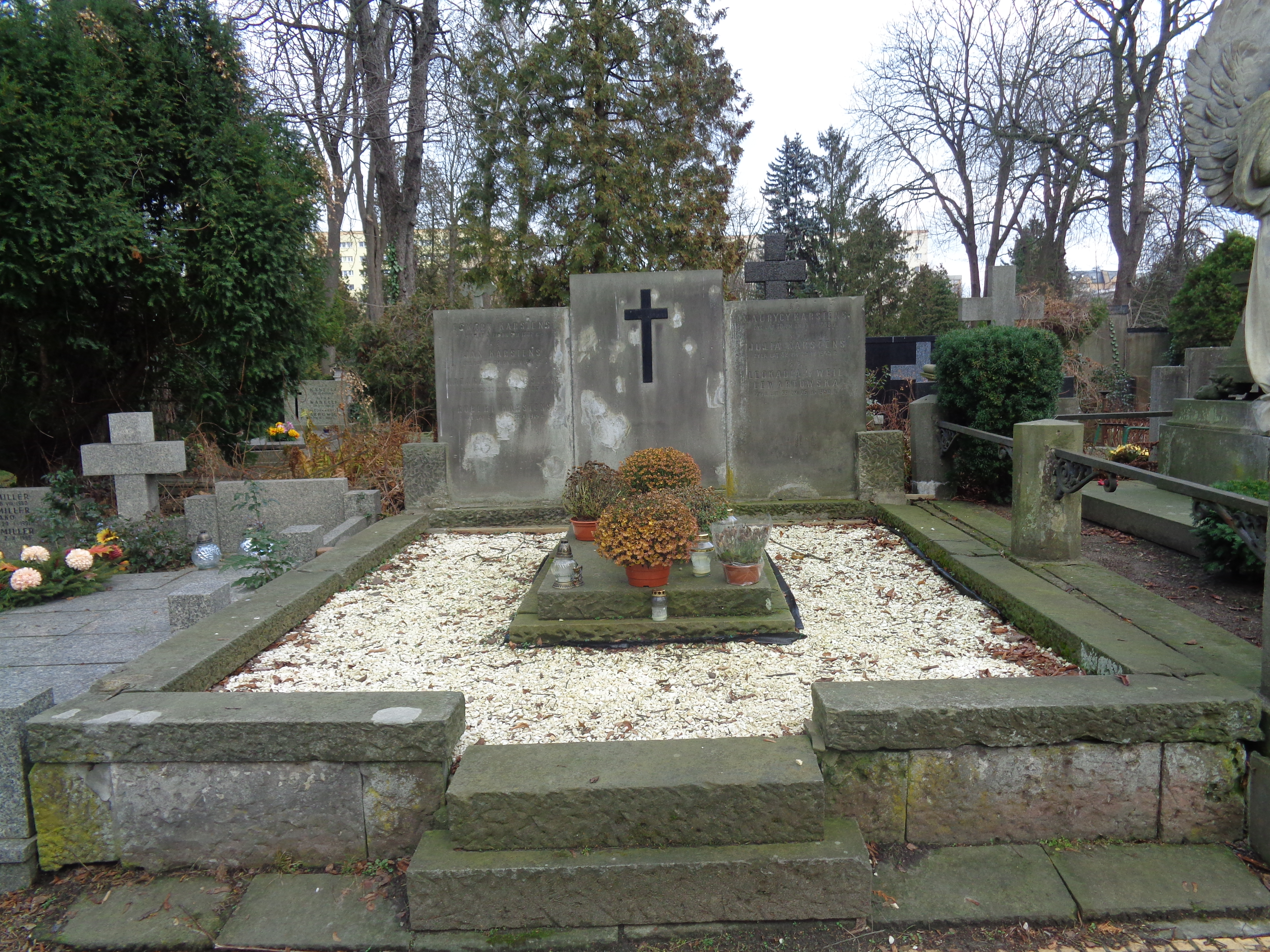
Grób Maurycego Karstensa na Cmentarzu ewangelicko-augsburskim

Maurycy Karstens (ur. 1857, zm. 15 marca 1938 w Warszawie) – właściciel przedsiębiorstwa budowlanego oraz zakładu ciesielskiego i stolarskiego. 
Po ukończeniu szkoły średniej podjął pracę w warsztacie stolarskim swego ojca. W 1885 założył przedsiębiorstwo budowlane w Warszawie przy ulicy Koszykowej 7. Dyplom majstra murarskiego uzyskał w 1888. Miał dwie agentury: w Krakowie i Poznaniu. W 1893 wybudował willę „Julia” w Otwocku. W 1913 zatrudniał w swojej firmie 100-150 robotników. Oprócz tradycyjnych robót ciesielskich, wykonywał piece hoffmanowskie, stropy betonowe i kominy. 
Był założycielem Stowarzyszenia Przemysłowców Budowlanych, współzałożycielem Warszawskiego Towarzystwa Wioślarskiego, członkiem Warszawskiego Towarzystwa Łyżwiarskiego, Towarzystwa Ogrodniczego Warszawskiego, Resursy Obywatelskiej. Zmarł w Warszawie i został pochowany na Cmentarzu Ewangelicko-Augsburskim (aleja 19, grób 12).